# زهرة الدم الناماكوية
زهرة الدم الناماكوية (الاسم العلمي: Haemanthus namaquensis) هي نوع من النباتات تتبع جنس زهرة الدم من فصيلة النرجسية.